# Humerana
A Humerana a kétéltűek (Amphibia) osztályába, valamint a békák (Anura) rendjébe és a valódi békafélék (Ranidae) családjába tartozó nem. 

## Előfordulásuk
A nembe tartozó fajok Dél- és Délkelet-Ázsiában honosak.

## Rendszerezés
A nembe az alábbi fajok tartoznak:
- Humerana humeralis (Boulenger, 1887)
- Humerana miopus (Boulenger, 1918)
- Humerana oatesii (Boulenger, 1892)